# Aluze
Aluze település Franciaországban, Saône-et-Loire megyében. Lakosainak száma 244 fő (2022. január 1.). Aluze Chassey-le-Camp, Chamilly, Charrecey, Dennevy, Mercurey, Rully és Saint-Léger-sur-Dheune községekkel határos.

## Népesség
A település népességének változása:
| Lakosok száma | 247  | 252  | 260  | 251  | 251  | 251  | 249  | 246  | 244  |
|               | 2013 | 2015 | 2016 | 2017 | 2018 | 2019 | 2020 | 2021 | 2022 |